# Emma Johansson
Emma Johansson (Sollefteå, 23 de septiembre de 1983) es una ciclista sueca que fue profesional desde 2005 hasta 2017. Además de ser tres veces campeona contrarreloj de su país, sus mayores logros han sido las medallas de plata obtenida en las pruebas de ruta de los Juegos Olímpicos de Pekín 2008 y Juegos Olímpicos de Río 2016.

Además de las dos medallas de plata conseguidas en los JJ. OO., acumula un dilatado número de victorias tanto en pruebas de un día, como vueltas. Destaca entre otras las dos victorias en la Omloop Het Nieiwsblad, Trofeo Alfredo Binda, las dos Emakumeen Euskal Bira, el Tour de Turingia femenino. La característica que mejor define a Emma Johansson es su regularidad, prueba de ello es su buena actuación en la copa del mundo y en los mundiales en ruta, la ciclista sueca siempre ha finalizado estas pruebas en notorias posiciones, acumulando diversas medallas de plata y bronce, escapandose el oro y maillot arcoíris en dos ocasiones cuando era la máxima favorita a conseguirlo.

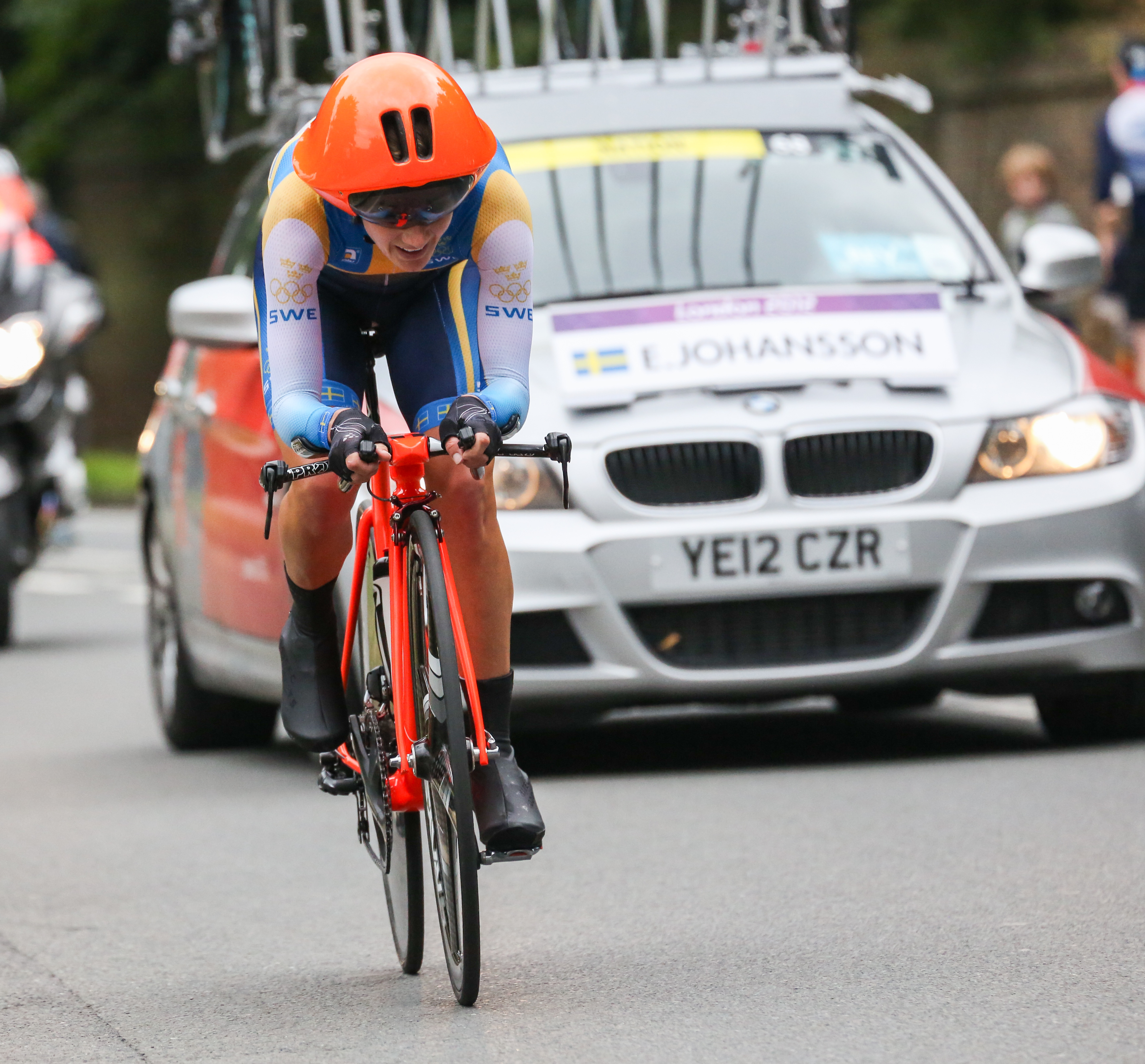
Johansson, en la Contrarreloj de los Juegos Olímpicos de Londres 2012 donde fue 14.ª.

## Palmarés
| 2005 - Campeonato de Suecia Contrarreloj 2007 - Campeonato de Suecia Contrarreloj 2008 - Campeonato de Suecia Contrarreloj - 2.ª en el Campeonato de Suecia en Ruta - 2.ª en los Juegos Olímpicos en Ruta - Trophée d'Or Féminin, más 1 etapa 2009 - Univé Tour de Drenthe - 1 etapa del Tour de Turingia femenino - 1 etapa de la Holland Ladies Tour - 2.ª en la Copa del Mundo - 3.ª en el Ranking UCI 2010 - Omloop Het Nieuwsblad - Omloop van het Hageland - Gran Premio Mameranus - 3.ª en el Tour de l'Aude Femenino - 2.ª en el Campeonato de Suecia Contrarreloj - Campeonato de Suecia en Ruta - 1 etapa del Tour de Turingia femenino - Trophée d'Or Féminin, más 1 etapa - 2.ª en la Copa del Mundo - 3.ª en el Campeonato Mundial en Ruta 2011 - Omloop Het Nieuwsblad - Omloop van het Hageland - Gran Premio Cholet-Pays de Loire Femenino - Gran Premio de Dottignies - 1 etapa de la Emakumeen Bira - 1 etapa del Giro del Trentino Alto Adige-Südtirol - 2.ª en el Campeonato de Suecia Contrarreloj - Campeonato de Suecia en Ruta - Tour de Turingia femenino, más 1 etapa - 3.ª en la Copa del Mundo - 1 etapa del Trophée d'Or Féminin 2012 - Tour de Free State, más 1 etapa - Campeonato de Suecia Contrarreloj - Campeonato de Suecia en Ruta - 1 etapa del Giro de Italia Femenino - 3.ª en el Ranking UCI | 2013 - Gran Premio Cholet-Pays de Loire Femenino - Gooik-Geraardsbergen-Gooik - Emakumeen Euskal Bira, más 2 etapas - Campeonato de Suecia Contrarreloj - 2.ª en el Campeonato de Suecia en Ruta - Tour de Turingia femenino, más 2 etapas - 1 etapa de La Route de France - 2.ª en la Copa del Mundo - 2.ª en el Campeonato Mundial en Ruta - Ranking UCI 2014 - Le Samyn des Dames - Gran Premio Cholet-Pays de Loire Femenino - Trofeo Alfredo Binda-Comune di Cittiglio - Boels Rental Hills Classic - 1 etapa del The Women´s Tour - Campeonato de Suecia Contrarreloj - Campeonato de Suecia en Ruta - BeNe Ladies Tour, más 1 etapa - 1 etapa del Boels Rental Ladies Tour - 2.ª en la Copa del Mundo - 3.ª en el Campeonato Mundial en Ruta 2015 - Durango-Durango Emakumeen Saria - 2 etapas del Emakumeen Euskal Bira - Campeonato de Suecia Contrarreloj - Campeonato de Suecia en Ruta - Tour de Turingia femenino - Lotto Belgium Tour 2016 - Emakumeen Euskal Bira, más 2 etapas - Campeonato de Suecia Contrarreloj - 2.ª en los Juegos Olímpicos en Ruta |

## Resultados en Grandes Vueltas y Campeonatos del Mundo
Durante su carrera deportiva consiguió los siguientes puestos en las Grandes Vueltas femeninas y en los Campeonatos del Mundo en carretera:
| Carrera              | Carrera              | 2005 | 2006 | 2007 | 2008 | 2009 | 2010 | 2011 | 2012 | 2013 | 2014 | 2015 | 2016 | 2017 |
| -------------------- | -------------------- | ---- | ---- | ---- | ---- | ---- | ---- | ---- | ---- | ---- | ---- | ---- | ---- | ---- |
|                      | Giro de Italia       | —    | —    | —    | —    | —    | —    | 7.ª  | 5.ª  | —    | 10.ª | —    | —    | —    |
|                      | Tour de l'Aude       | —    | —    | —    | 13.ª | 17.ª | 3.ª  | X    | X    | X    | X    | X    | X    | X    |
|                      | Grande Boucle        | —    | —    | 12.ª | —    | —    | X    | X    | X    | X    | X    | X    | X    | X    |
| Mundial en Ruta      | Mundial en Ruta      | —    | —    | 5.ª  | 4.ª  | 11.ª | 3.ª  | 14.ª | 9.ª  | 2.ª  | 3.ª  | 5.ª  | 49.ª | —    |
| Mundial Contrarreloj | Mundial Contrarreloj | —    | —    | 26.ª | 14.ª | —    | 11.ª | 14.ª | 12.ª | 10.ª | —    | 17.ª | —    | —    |

—: no participa

X: ediciones no celebradas

## Equipos
- Bizkaia-Panda Software-Durango (2005-2006)
- Vlaanderen-Capri Sonne-T-Interim (2007)[2]
- AA Drink Cycling Team (2008)[3]
- Red Sun Cycling Team (2009-2010)
- Hitec Products (2011-2012)
  - Team Hitec Products UCK (2011)
  - Hitec Products-Mistral Home Cycling Team (2012)
- Orica-AIS (2013-2015)
- Wiggle High5 (2016-2017)